# 일리암나호

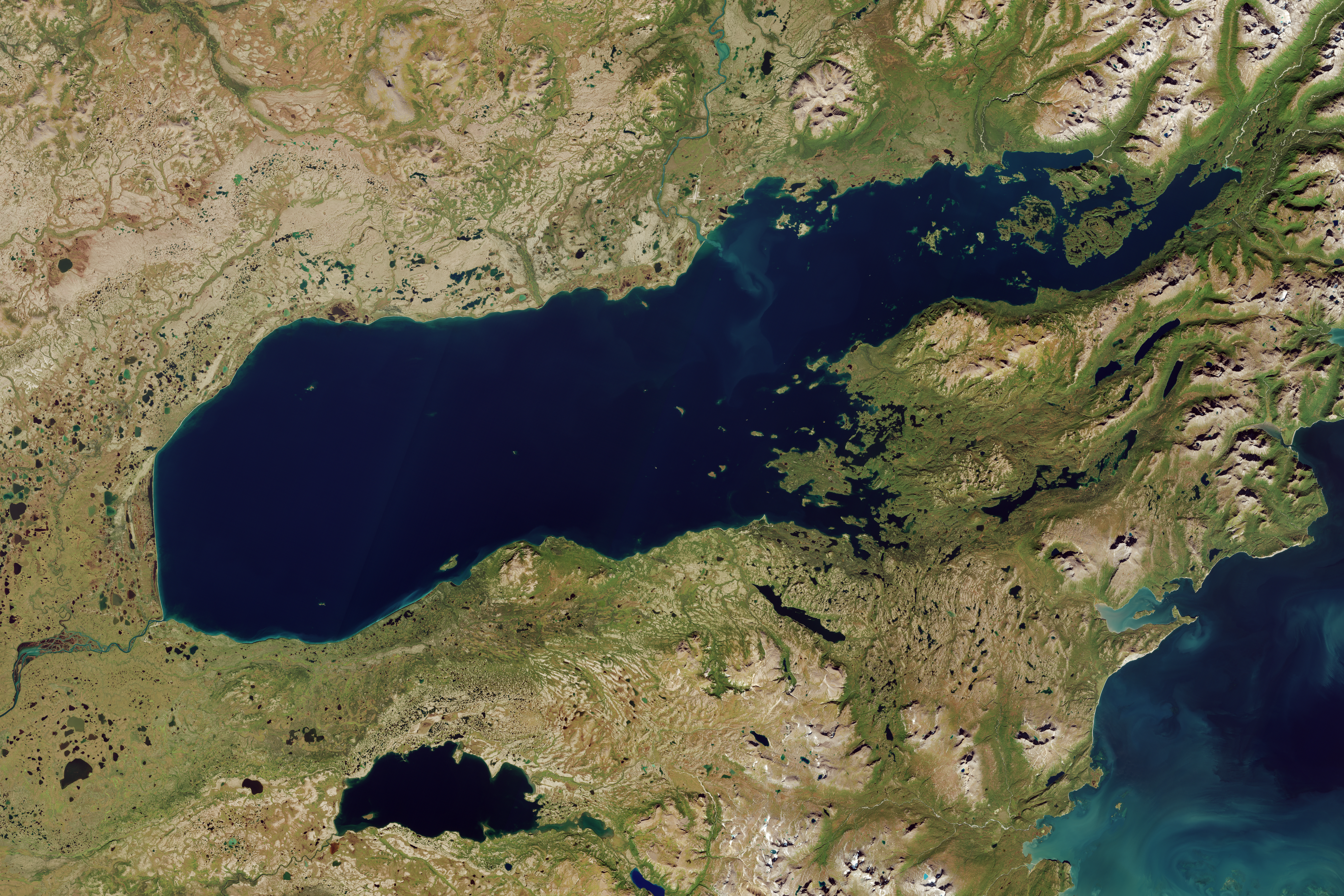

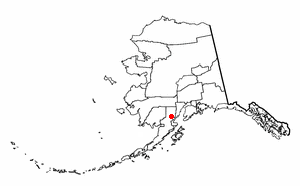

일리암나호(Iliamna Lake)는 알래스카반도 북쪽 끝에 있는 호수다. 면적은 약 2,600km2로 미국에서 7번째로 면적이 가장 넓고, 5대호를 제외한 호수들 중에서는 두 번째로 가장 넓으며, 미국 본토 이외에서는 가장 넓은 호수다. 동서로 124km, 남북으로 35km, 평균 수심 44m, 최대 수심 301m다.